# Масачи-Скалете-Монтекалво ди Сото (Ријети)
Масачи-Скалете-Монтекалво ди Сото је насеље у Италији у округу Ријети, региону Лацио.
Према процени из 2011. у насељу је живело 215 становника. Насеље се налази на надморској висини од 392 м.